# 안토니우 헤이스
안토니우 헤이스(포르투갈어: António Ferreira Gonçalves dos Reis 안토니우 페헤이라 곤살브스 두스 헤이스[*], 1927년 8월 27일–1991년 9월 10일)는 포르투갈의 영화 감독, 각본가, 연출가, 시인, 조각가, 민족지학자이다. 노부 시네마 운동의 대표자 격인 다큐멘터리 영화 감독이며, 다이렉트 시네마 기법을 사용한 구제 민족지적 실천으로 유명하다. 마르가리다 코르데이루 감독의 남편으로, 여러 영화를 부부 감독으로서 함께 만들었다.

## 작품 활동

### 영화
- 1959년 《Auto de Floripes》
- 1962년 《봄의 제전》 (감독: 마노엘 드 올리베이라, 공동 감독: 안토니우 헤이스, 안토니우 소아르스, 도밍구스 카르네이루)
- 1963년 《Painéis do Porto》
- 1964년 《Do Rio ao Céu》 (공동 감독: 세자르 게하 레알)
- 1966년 《Alto do Rabagão》 (공동 감독: 세자르 게하 레알)
- 1966년 《움직이는 삶》 (공동 감독: 파울루 호샤)
- 1974년 《자이메》 (공동 감독: 마르가리다 코르데이루)
- 1976년 《트라스-우스-몽트스》 (공동 감독: 마르가리다 코르데이루)
- 1984년 《아나》 (공동 감독: 마르가리다 코르데이루)
- 1989년 《사막의 장미》 (공동 감독: 마르가리다 코르데이루)

### 시
- 1957년 《Poemas Quotidianos》
- 1959년 《Novos Poemas Quotidianos》
- 1967년 《Poemas Quotidianos - Col. Poetas de Hoje》